# 母体胎児集中治療室
母体胎児集中治療室(ぼたいたいじしゅうちゅうちりょうしつ、Maternal Fetal Intensive Care Unit、MFICUとは、重度の合併症や出産にリスクがある母体・胎児を治療する施設である。英語ではMaternal Fetal Intensive Care Unitと呼び、日本ではMaternal Fetal Intensive Care Unitの太文字を取り、MFICUと呼ぶこともある。

## 概要
詳しくは集中治療室の概要を参照してください。ここでは集中治療室全般の概要を取り扱います。
- 生命の危機にある重症患者を、24時間の濃密な観察のもとに、先進医療技術を駆使して集中的に治療する。
- 集中治療のために濃密な診療体制とモニタリング用機器、ならびに生命維持装置などの高度の診療機器を整備した診療単位。

## 看護体制
- 24時間体制で対応できる産科の医師を複数名配置する
- 3床に対し1名以上の看護師また助産師を24時間配置する
- 1床あたり15平方メートル以上とし、3床以上設置する

### 設備
- 分娩監視装置
- 呼吸循環監視装置
- 超音波診断装置
- そのほか母体・胎児集中治療に必要な設備

### 施設条件
母体胎児集中治療室は、明確に施設条件が決まっていない。